# Sara Mesa
Sara Mesa   (Madrid, 1976) és una escriptora espanyola.

## Biografia
Sara Mesa va néixer a Madrid en 1976 i es va traslladar amb la seva família a Sevilla sent nena, ciutat en la que actualment resideix. Va estudiar Periodisme i Filologia hispànica.
Sara Mesa s'ha consolidat com una de les autores més importants de la literatura espanyola contemporània. La seva narrativa, sempre matisada per una complexitat emocional, ofereix una finestra a realitats moltes vegades incòmodes però profundament reveladores.
És coneguda fonamentalment per la seva obra narrativa, amb llibres de contes com La sobriedad del galápago (2008), No es fácil ser verde (2009) i Mala letra (2016) i les novel·les El trepanador de cerebros (2010), Un incendio invisible (2011, reedición revisada en 2017), Cuatro por cuatro (2013, finalista del Premi Herralde de Novel·la), Cicatriz, (2015, Premi Ojo Crítico de Narrativa), Cara de pan (2018), Un amor (2020, considerada la millor novel·la de l’any per El País, El Cultural i La Vanguardia) i La familia (2022, Premi Cálamo Extraordinario, Premi Andalucía de la Crítica). Alguns dels seus temes recurrents són els abusos de poder, on les seves novel·les exploren dinàmiques de poder, sovint en relacions asimètriques, on el control s'exerceix de manera subtil, ja siga en un context personal, social o institucional. Les relacions quotidianes conflictives i la cerca de la llibertat, especialment en el món infantil i adolescent. La incomunicació, encara que els seus personatges sovint busquen connexió, aquesta sol estar mediada per barreres que impedeixen una vertadera comunicació, la qual cosa genera malentesos, frustració o dependència. L'aïllament, Mesa examina tant l'aïllament físic com l'emocional, mostrant personatges que, malgrat estar en contacte amb uns altres, se senten profundament sols. L'alienació, els personatges de Sara Mesa solen sentir-se desplaçats o fora de lloc, el que genera tensions internes i amb el seu entorn. Del seu estil literari s'ha destacat la seva capacitat "per a crear atmosferes intrigants, pertorbadores, fins i tot terrorífiques sense enlairar-se del recognoscible, indagant, ficant el dit, furgant en situacions, escenaris i emocions, donant als seus personatges una profunda dimensió psicològica, inquietant amb totes les forces" (Manuel Hidalgo,), "una prosa de limpieza desconcertante, escueta, ágil" (Nadal Suau, ).
Apareix en nombroses antologies com Pequeñas resistencias 5. Nuevas voces del cuento español (Páginas de espuma, 2010), Diez bicicletas para treinta sonámbulos (Demipage, 2016), Riesgo (Rata, 2017), Tríos (Anagrama, 2018), Humor negro (La Fuga, 2018) i Tsunami (Sexto Piso, 2019), entre otras.
També és autora, amb l’escriptor Pablo Martín Sánchez, d'Agatha (La uÑa RoTa, 2017), on cadascun dels autors escriu la seva versió d'una història esbossada per Herman Melville i de Perrita Country (Páginas de Espuma, 2021), un text il·lustrat pel dibuixant Pablo Amargo sobre l'estranyesa de la convivència amb animals.
En 2019 va publicar Silencio administrativo, un assaig sobre la crueltat burocràtica a la qual estan sotmeses les persones en situació de pobresa extrema basat en un cas real.
La seva obra ha estat traduïda als EUA, Itàlia, Holanda, França, Alemanya, Grècia, Portugal, Sèrbia, Dinamarca, l'Aràbia Saudita i Noruega.

## Premis i distincions
- 2007 Premi Nacional de Poesia «Fundació Cultural Miguel Hernández», amb el poemari Este jilguero agenda
- 2008 XI Edició de Contes Il·lustrats de la Diputació de Badajoz, amb el llibre de relats il·lustrat La sobriedad del galápago
- 2011 Premi Málaga de Novel·la, amb l’obra Un incendio invisible[9]
- 2012 Finalista del Premi Herralde de Novel·la, amb l’obra Cuatro por Cuatro[10]
- 2015 Premi Ojo Crítico de Narrativa, per Cicatriz[11]
- 2017 Premi Literari Arzobispo Juan de San Clemente, per Cicatriz
- 2021 Premi Las Librerías Recomiendan, en la categoria de ficció, per la novel·la Un amor[12]
- 2021 Finalista Premi Strega Europeu, per Un amore, traducció italiana de Un amor
- 2023 Premi Cálamo, categoría Extraordinario, per La familia
- 2023 Premi Andalucía de la Crítica per La familia

## Obres

### Narrativa
- La sobriedad del galápago (2008, Diputació Provincial de Badajoz)
- No es fácil ser verde (2009, Everest)
- El trepanador de cerebros (2010, Tropo Editores)
- Un incendio invisible (2011, Fundación José Manuel Lara; reeditat en 2017 per Editorial Anagrama)
- Cuatro por cuatro (2012, Editorial Anagrama) Aquesta novel·la va ser finalista del Premi Herralde. En ella crea una atmósfera inquietant en un internat aïllat, on els personatges s'enfronten a una estructura jeràrquica opressiva.
- Cicatriz (2015, Editorial Anagrama) Una de les seues obres més reconegudes, relata una relació marcada per la manipulació i la dependència entre dos personatges que mai arriben a trobar-se en persona, però desenvolupen una connexió emocional a través de cartes i correus electrònics.
- Mala letra (2016, Editorial Anagrama) Una col·lecció de contes en la qual Mesa continua explorant les ombres de les relacions humanes, amb una prosa precisa que destaca per la seua subtilesa i profunditat.
- Cara de pan (2018, Editorial Anagrama)[13] En aquesta novel·la, l'autora aborda temes com la soletat i les diferències generacionals a través de l'amistat improbable entre una xiqueta i un home major, qüestionant els prejuís i les normes socials.
- Un amor (2020, Editorial Anagrama)[7] Un dels seus llibres més recents i aclamats. La història segueix a una dona que es muda a un xicotet poble i s'enfronta als prejudicis i secrets dels habitants locals, mentre intenta comprendre el seu propi aïllament.
- Perrita Country (2021, Editorial Páginas de Espuma)
- La familia (2022, Editorial Anagrama)[8] Parla sobre les dinàmiques d'una família disfuncional, explorant com l'entorn familiar pot convertir-se'n una presó emocional.

### Poemes
- Este jilguero agenda (2007, Devenir)

### Assaig
- Silencio administrativo. La pobreza en el laberinto burocrático. (Editorial Anagrama, 2019)[14]